# Ansacq
Ansacq est une commune française située dans le département de l'Oise en région Hauts-de-France. Ses habitants sont appelés les Ansacquois et les Ansacquoises.

## Géographie

### Description
La commune se situe à 61 kilomètres au sud d'Amiens, à 23 kilomètres à l'est de Beauvais, à 35 kilomètres à l'ouest de Compiègne et à 54 kilomètres au nord de Paris.

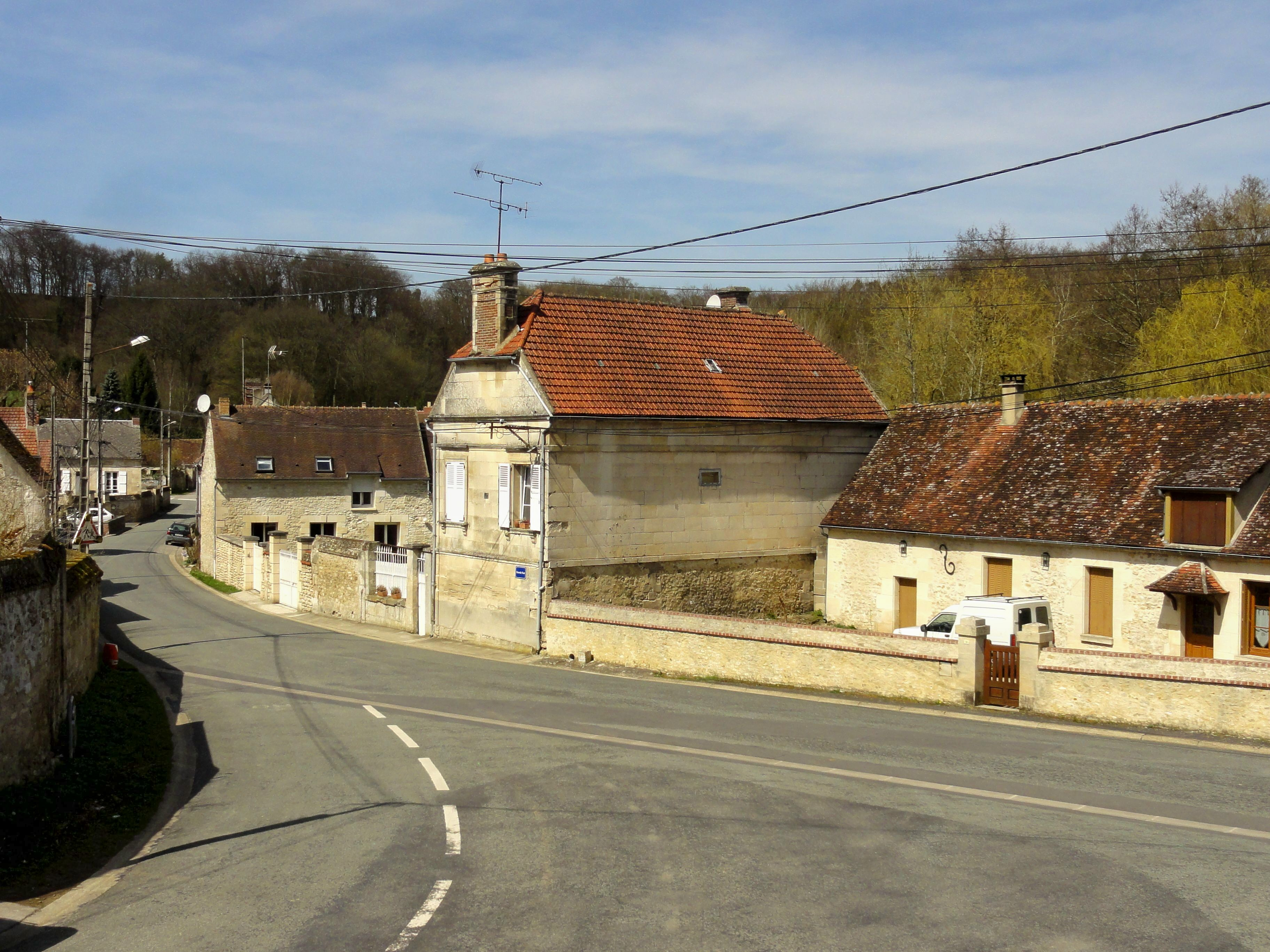
Ambiance du village: la route départementale 144 à l'intersection de la Grande-Rue et de la rue d'En-Haut.

La commune s'étend entre 60 mètres et 151 mètres d'altitude. La mairie du village se situe à 70 mètres d'altitude. Le village se situe dans un vallon formé par les vallées Rotinet et du Foulandreau naissant sur le plateau d'Auvillers. Le point culminant du territoire est situé près de la limite communale avec Agnetz, au nord-est, tandis que le point le plus bas se trouve en contrebas de l'étang du château d'Ansacq, à la limite sud de la commune avec Bury. La ferme du Plessier-Bibault, au nord, se situe à 149 mètres d'altitude. La cavée de Neuilly, à l'est du chef-lieu, se trouve entre 120 et 125 mètres d'altitude. Au sud-est débute également le vallon de la vallée Monnet, orienté vers le sud. La commune se situe en zone de sismicité 1.

### Communes limitrophes
|                     | Forêt de Hez-Froidmont (La Neuville-en-Hez) | Agnetz                 |
| Thury-sous-Clermont | Ansacq                                      | Neuilly-sous-Clermont  |
| Angy                | Bury                                        | Cambronne-lès-Clermont |

### Milieux naturels

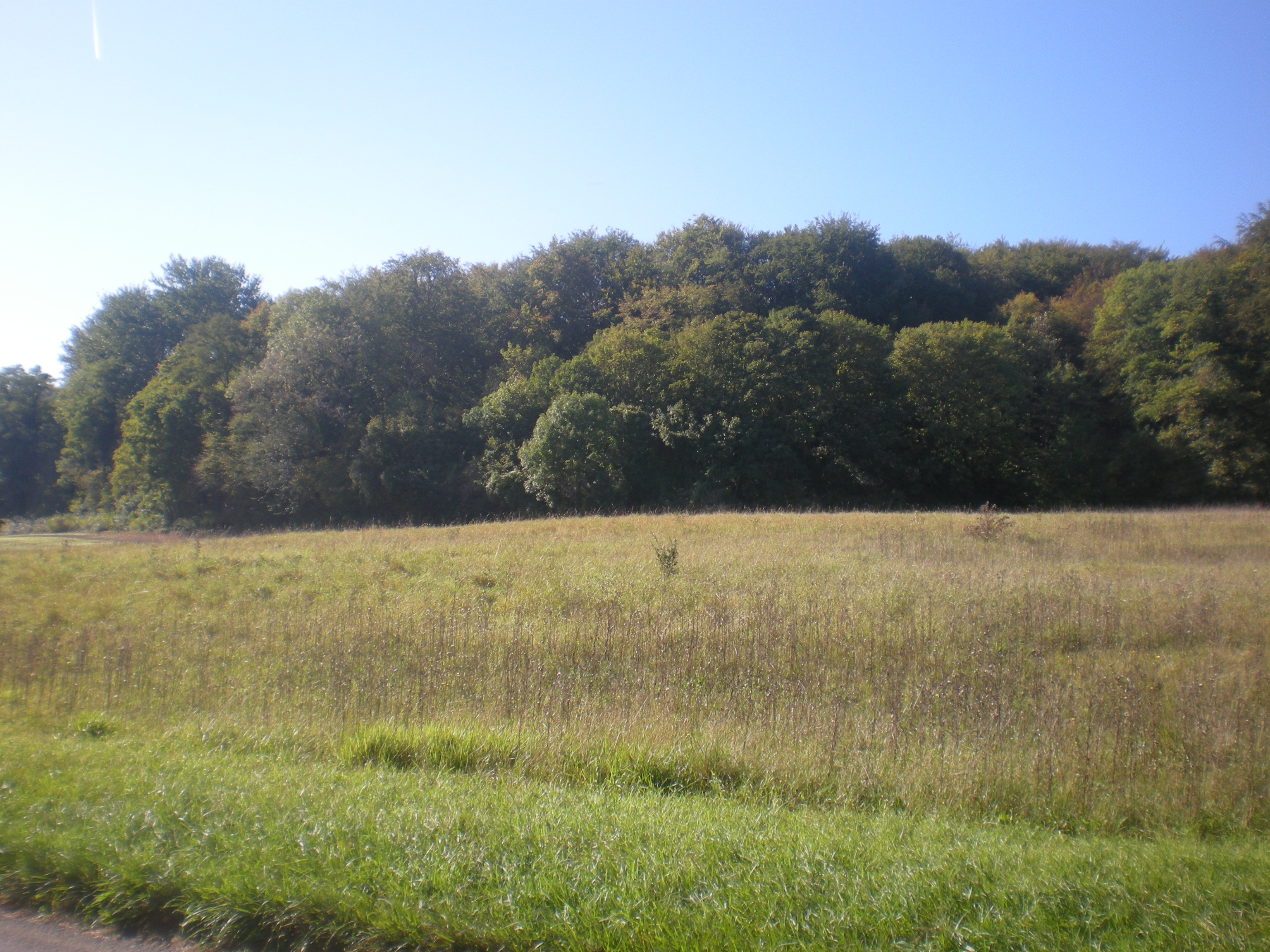
Coteaux boisés au sud-ouest du village.

Hormis les espaces bâtis, qui s'étendent sur 21 hectares (2,5 % de la surface communale), le territoire est composé à 63,4 % de cultures sur plus de 530 hectares. Les espaces boisés, principalement situés sur les coteaux des vallons d'Ansacq et de la vallée Monnet, occupent toute l'étendue des vallées du Foulandreau et Rotinet. Une parcelle de la forêt de Hez-Froidmont dépend également de la commune. Ils rassemblent 238 hectares pour 28,5 % de la superficie. Les vergers et prairies regroupent 37 hectares, et les espaces humides que sont les étangs du château et les zones marécageuses autour du rû du Moineau comprennent 6 hectares,. La forêt de Hez-Froidmont et ses bois périphériques ainsi que les coteaux de la vallée Monnet (de Mérard et de Cambronne-lès-Clermont) sont inscrits en Zone naturelle d'intérêt écologique, faunistique et floristique de type 1,. Un corridor écologique potentiel traverse la commune des coteaux du vallon où se trouve le village et se prolonge jusqu'à la forêt de Hez-Froidmont, au nord.

### Hydrographie

#### Réseau hydrographique
La commune est située dans le bassin Seine-Normandie. Elle est drainée par le Moineau,,.
Prenant sa source dans la vallée du Foulandreau, en amont d'une source captée, le Moineau traverse le village puis passe au Vieux-château avant de quitter la commune par la sud. Un second ruisseau prend sa source dans la vallée Rotinet avant de rejoindre le rû du Moineau au lieu-dit la Hergerie. Une troisième petit ruisseau naît depuis une source située rue Bertrand avant de rejoindre le rû du Moineau dans un petit étang quelques mètres plus loin. Deux autres étangs plus étendus se trouvent près du Vieux-château. La vallée Monet, bien que ne possédant pas de ruisseau, se trouve également dans le bassin versant du Thérain. Les zones les plus basses du territoire se trouvent au-dessus de plusieurs nappes phréatiques.

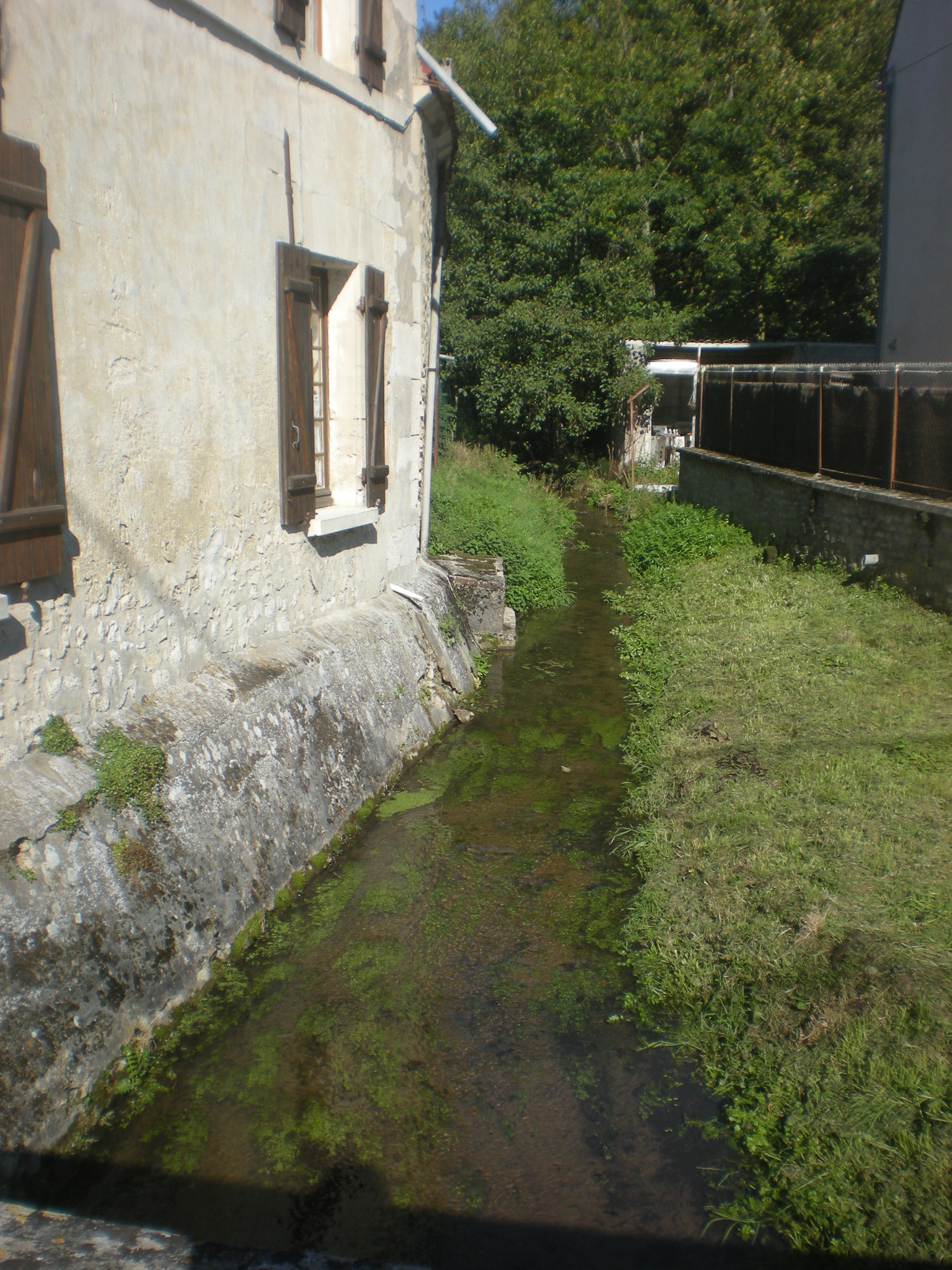
Le rû du Moineau, appelé rû d'Ansacq.
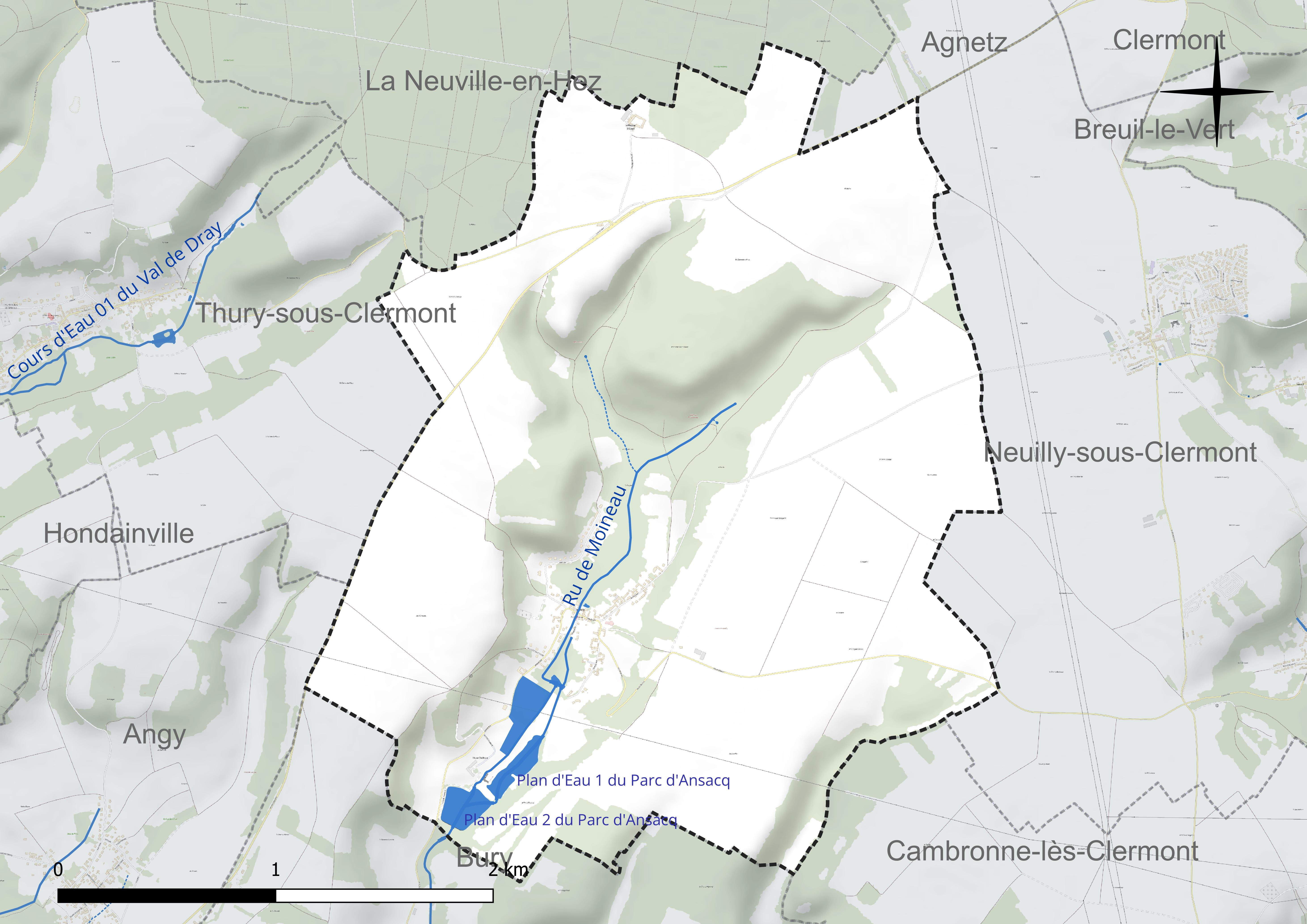
Réseau hydrographique d'Ansacq.

Deux plans d'eau complètent le réseau hydrographique : le plan d'eau 1 du Parc d'Ansacq (2,5 ha) et le plan d'eau 2 du Parc d'Ansacq (3,1 ha),.

#### Gestion et qualité des eaux
Le territoire communal est couvert par le schéma d'aménagement et de gestion des eaux (SAGE) « Sensée ». Ce document de planification concerne un territoire de 1 219 km2 de superficie, délimité par le bassin versant du Thérain. Le périmètre a été arrêté le 27 janvier 2023 et le SAGE proprement dit est, en 2024, en cours d'élaboration. La structure porteuse de l'élaboration et de la mise en œuvre est le syndicat intercommunal de la Vallée du Thérain (SIVT).
La qualité des cours d'eau peut être consultée sur un site dédié géré par les agences de l'eau et l'Agence française pour la biodiversité.

### Climat
Pour des articles plus généraux, voir Climat des Hauts-de-France et Climat de l'Oise.
En 2010, le climat de la commune est de type climat océanique dégradé des plaines du Centre et du Nord, selon une étude du CNRS s'appuyant sur une série de données couvrant la période 1971-2000. En 2020, Météo-France publie une typologie des climats de la France métropolitaine dans laquelle la commune est exposée à un climat océanique et est dans la région climatique Nord-est du bassin Parisien, caractérisée par un ensoleillement médiocre, une pluviométrie moyenne régulièrement répartie au cours de l'année et un hiver froid (3 °C).
Pour la période 1971-2000, la température annuelle moyenne est de 10,5 °C, avec une amplitude thermique annuelle de 14,5 °C. Le cumul annuel moyen de précipitations est de 683 mm, avec 11,1 jours de précipitations en janvier et 8,1 jours en juillet. Pour la période 1991-2020, la température moyenne annuelle observée sur la station météorologique la plus proche, située sur la commune de Creil à 13 km à vol d'oiseau, est de 11,2 °C et le cumul annuel moyen de précipitations est de 662,2 mm,. Pour l'avenir, les paramètres climatiques de la commune estimés pour 2050 selon différents scénarios d'émission de gaz à effet de serre sont consultables sur un site dédié publié par Météo-France en novembre 2022.

## Urbanisme

### Typologie
Au 1er janvier 2024, Ansacq est catégorisée commune rurale à habitat dispersé, selon la nouvelle grille communale de densité à sept niveaux définie par l'Insee en 2022.
Elle est située hors unité urbaine. Par ailleurs la commune fait partie de l'aire d'attraction de Paris, dont elle est une commune de la couronne,.

### Occupation des sols
L'occupation des sols de la commune, telle qu'elle ressort de la base de données européenne d'occupation biophysique des sols Corine Land Cover (CLC), est marquée par l'importance des territoires agricoles (71,2 % en 2018), une proportion identique à celle de 1990 (71,2 %). La répartition détaillée en 2018 est la suivante : 
terres arables (63,1 %), forêts (28,8 %), zones agricoles hétérogènes (4,7 %), prairies (3,5 %). L'évolution de l'occupation des sols de la commune et de ses infrastructures peut être observée sur les différentes représentations cartographiques du territoire : la carte de Cassini (XVIIIe siècle), la carte d'état-major (1820-1866) et les cartes ou photos aériennes de l'IGN pour la période actuelle (1950 à aujourd'hui).

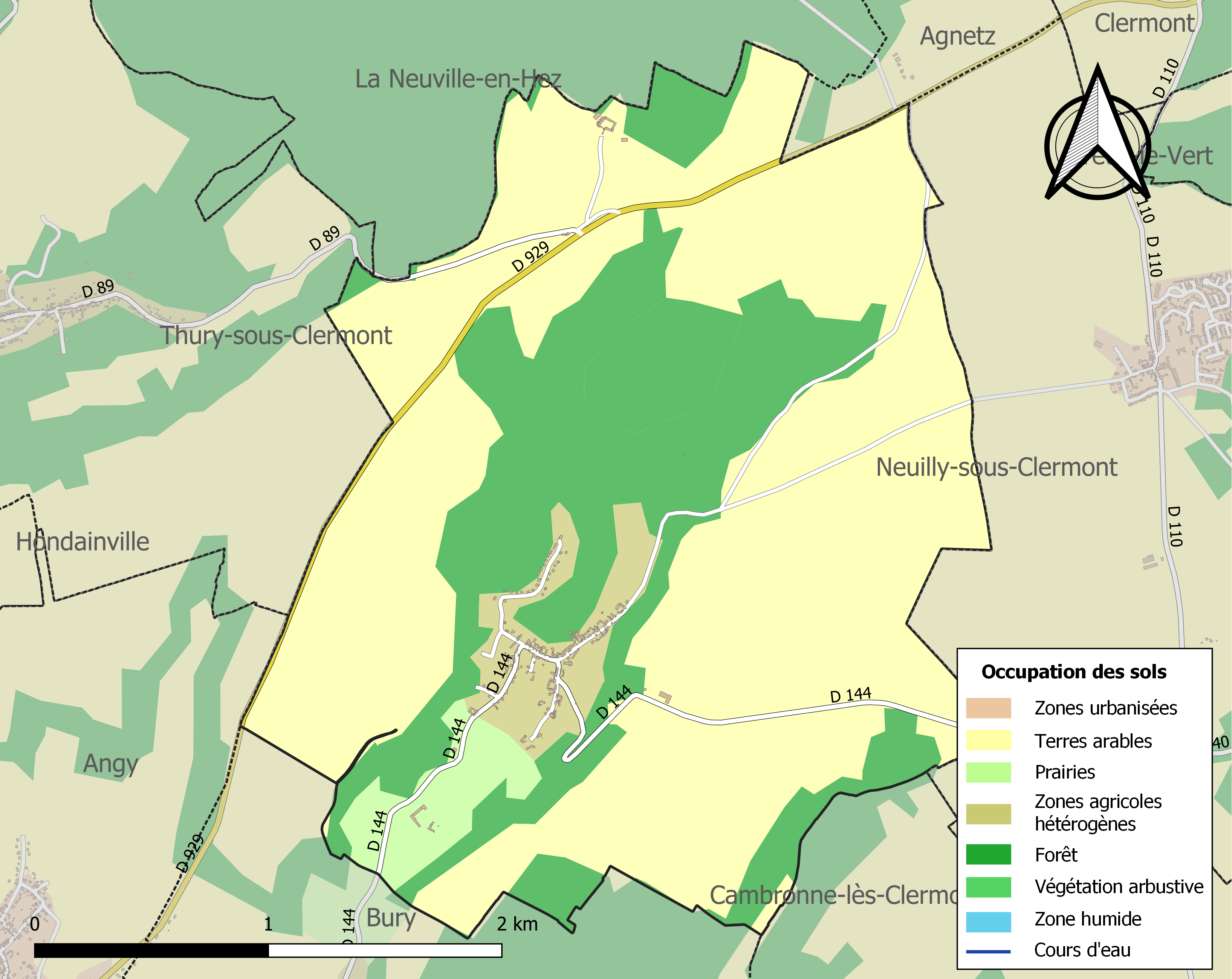
Carte des infrastructures et de l'occupation des sols de la commune en 2018 (CLC).

### Hameaux et lieux-dits
L'habitat communal est essentiellement situé dans le chef-lieu. On compte deux écarts : la ferme du Plessier-Bilbaut au nord et le Vieux Château au sud

### Habitat et logement
En 2018, le nombre total de logements dans la commune était de 125, alors qu'il était de 116 en 2013 et de 112 en 2008.
Parmi ces logements, 87,7 % étaient des résidences principales, 7,9 % des résidences secondaires et 4,4 % des logements vacants. Ces logements étaient pour 95,2 % d'entre eux des maisons individuelles et pour 4,8 % des appartements.
Le tableau ci-dessous présente la typologie des logements à Ansacq en 2018 en comparaison avec celle de l'Oise et de la France entière. Une caractéristique marquante du parc de logements est ainsi une proportion de résidences secondaires et logements occasionnels (7,9 %) supérieure à celle du département (2,5 %) et à celle de la France entière (9,7 %). Concernant le statut d'occupation de ces logements, 86,2 % des habitants de la commune sont propriétaires de leur logement (88,5 % en 2013), contre 61,4 % pour l'Oise et 57,5 pour la France entière.
| Typologie                                               | Ansacq | Oise | France entière |
| ------------------------------------------------------- | ------ | ---- | -------------- |
| Résidences principales (en %)                           | 87,7   | 90,4 | 82,1           |
| Résidences secondaires et logements occasionnels (en %) | 7,9    | 2,5  | 9,7            |
| Logements vacants (en %)                                | 4,4    | 7,1  | 8,2            |

### Voies de communications et transports
La route départementale 929, ancienne route nationale 329 reliant Beaumont-sur-Oise à Clermont et Brunvillers-la-Motte à Albert est le principal axe routier traversant la commune. En arrivant d'Angy au sud-ouest, son itinéraire longe d'abord la limite communale à l'ouest du territoire puis passe ensuite au sud de la ferme du Plessier-Bibault, avant de rejoindre Clermont, au nord-est. La route départementale 144, reliant Angy à l'intersection entre la D 110 et la D 540 près de Neuilly-sous-Clermont, passe au vieux-château (au sud) puis par traverse le village par la Grande-Rue. Elle rejoint ensuite Neuilly-sous-Clermont par la route de Neuilly, à l'est. Une route communale passant par la rue d'En-Haut relie également le village au hameau d'Auvillers, à l'est (commune de Neuilly-sous-Clermont) et une seconde relie cette dernière à la route départementale 929 (au nord-est).
La gare ferroviaire la plus proche est celle de Mouy - Bury à 4 kilomètres au sud-est sur la ligne de Creil à Beauvais. Située sur la ligne de Paris-Nord à Lille, la gare de Clermont-de-l'Oise se trouve à 5 kilomètres au nord-est.
La commune d'Ansacq est desservie, en 2023, par les lignes scolaires 6313 et 6344 du réseau interurbain de l'Oise rejoignant le collège de Mouy et les établissements secondaires de l'agglomération de Clermont
L'aéroport de Beauvais-Tillé se trouve à 21,6 km à l'ouest de la commune et l'aéroport de Paris-Charles-de-Gaulle se trouve à 39,4 km au sud-est. Il n'existe aucune liaison entre la commune et ces aéroports par des transports en commun.
La commune est traversée par le sentier de grande randonnée n°124 (GR 124), reliant Cires-lès-Mello (Oise) à Rebreuviette (Pas-de-Calais). Son itinéraire rejoint la route départementale 144 et la Grande-Rue puis quitte le village par la rue du Val avant de se diriger vers Thury-sous-Clermont. Les circuits 3 (de la vallée Monnet) et 4 (le Camp des Cerfs) du GEP Centre Oise traversent également le territoire. Le parcours du sentier de grande randonnée 225 (GR 225) suit la rue du Val puis se dirige vers la vallée Foulandreau et Neuilly-sous-Clermont.

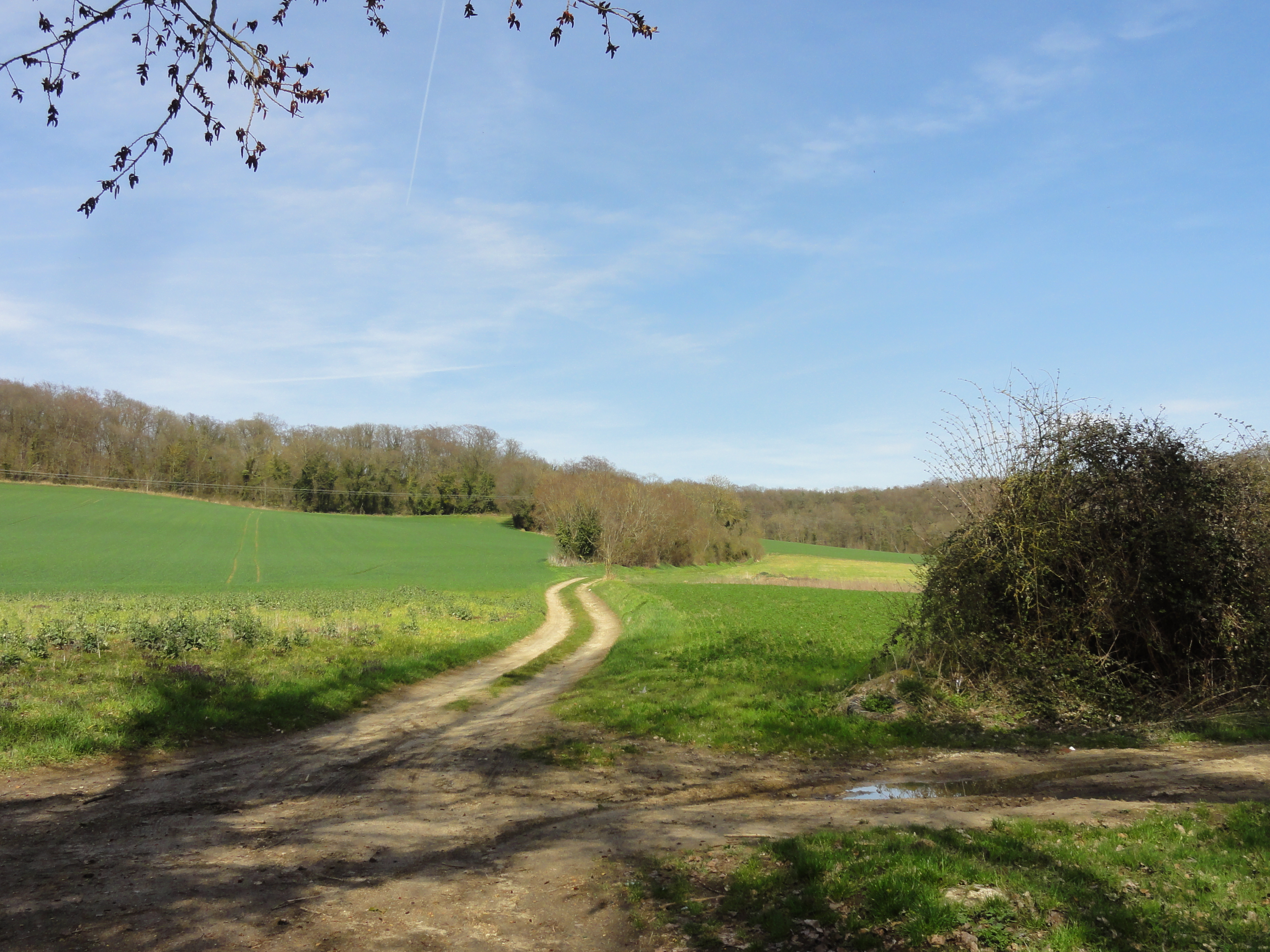
Le GR 124 à l'ouest du village.
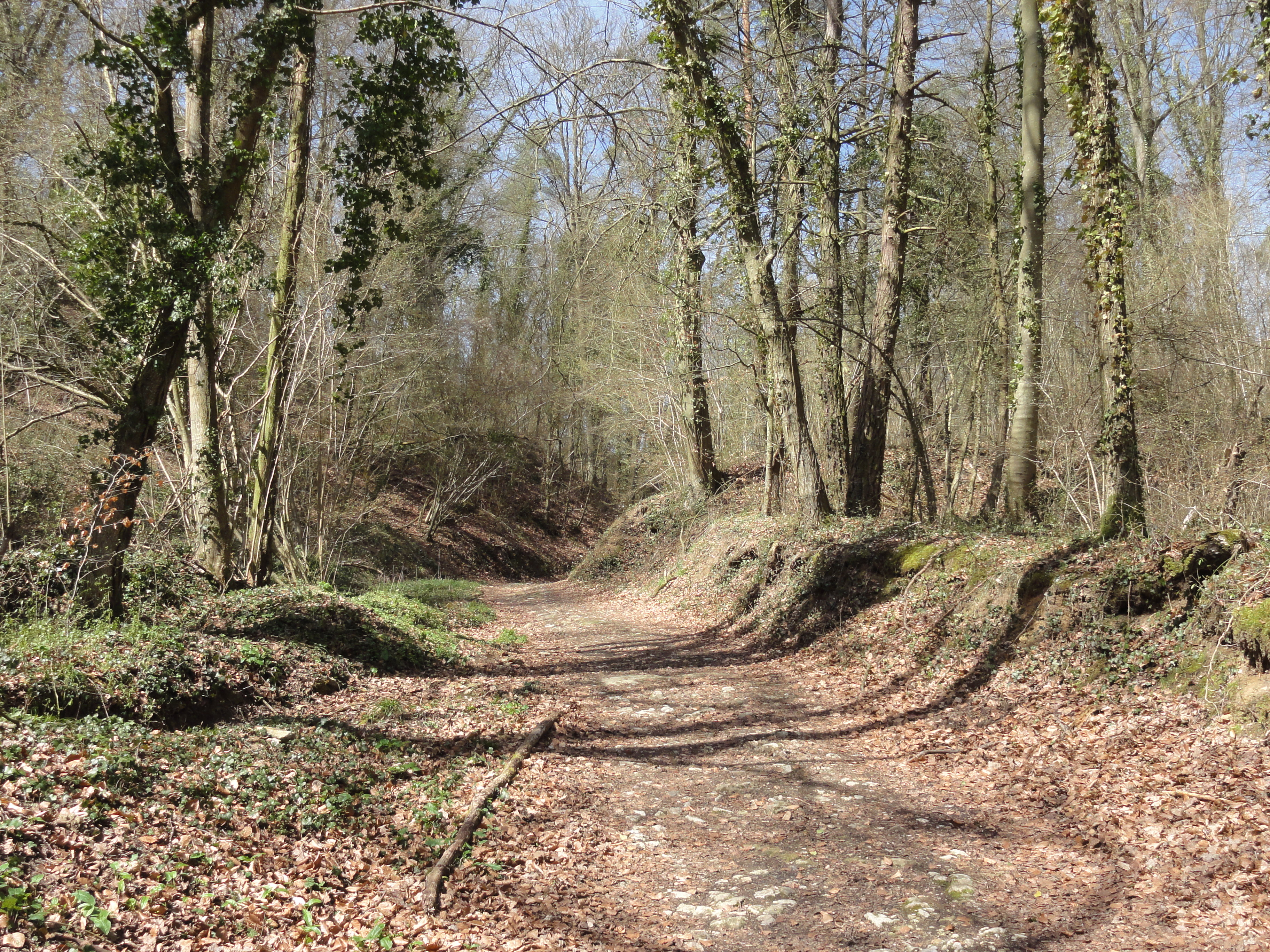
Le GR 124 à l'ouest du village.
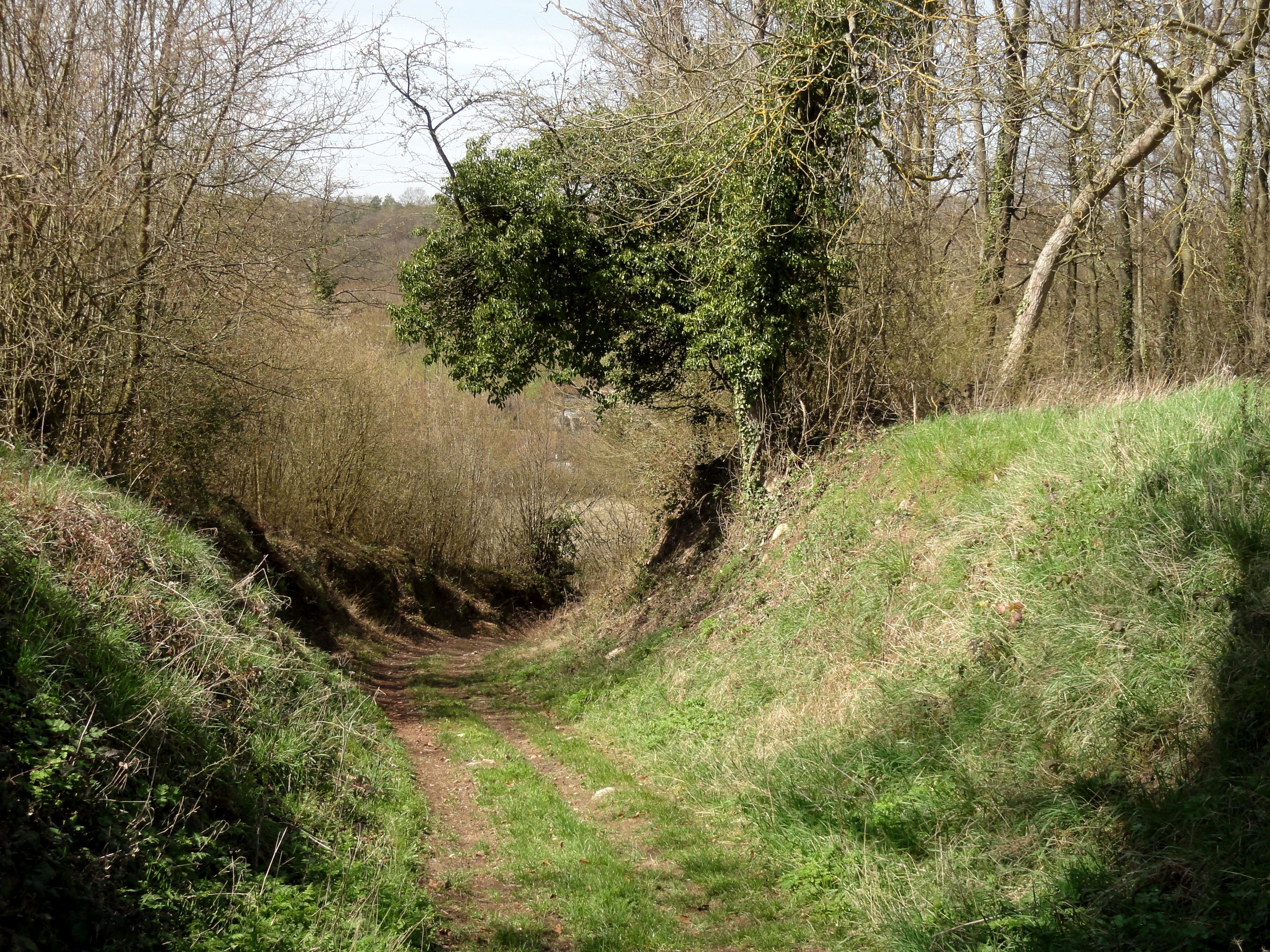
La cavée de Neuilly

## Toponymie

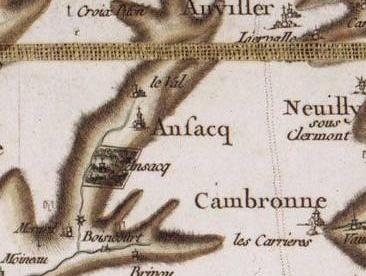
Ansacq, carte de Cassini.

Le nom du village est attesté sous les formes Ansaccum (vers 880) ; Antsaco (1037) ; Anthiacum (vers 1040) ; Ansacum (1150) ; de Ansac (1158) ; prope villam de Ansach (1263) ; Ansat (1303) ; le ville de Ansac (1384) ; Ansac (1373) ; Ansac en beauvoisis (1374) ; Ansacq (1375) ; ansac pres Clermont en beauvoisis (1483) ; ansac en beauvoisis (1493) ; ansacq (1518) ; anssacq (1521) ; ansaq (1565).
Dans l'Oise les toponymes, à l'origine , en -sart sont représentés aujourd'hui par des formes en -sacq (Cressonsacq). Par corruption, le terme essart a pu se déformer en des noms variés qui, souvent, ne rappellent que de très loin l'essart primitif.

## Histoire
L'existence du village remonte à l'Antiquité, certains vestiges, aujourd'hui disparus, attestaient du passage des Romains[réf. nécessaire].
Les Vikings détruisirent le village au IXe siècle de même que les communes voisines. Le village fut vraisemblablement très rapidement rebâti[réf. nécessaire].
Les seigneurs d'Ansacq étaient, depuis 1510, de la famille Popillon, originaire du Bourbonnais. En 1563, Suzanne Popillon, dame d'Ansacq, épouse François de Saint-Simon, ancêtre du célèbre mémorialiste.

## Politique et administration

### Rattachements administratifs et électoraux

#### Rattachements administratifs
La commune se trouve depuis 1942 dans l'arrondissement de Clermont du département de l'Oise.
Elle faisait partie depuis 1793 du canton de Mouy. Dans le cadre du redécoupage cantonal de 2014 en France, cette circonscription administrative territoriale a disparu, et le canton n'est plus qu'une circonscription électorale.

#### Rattachements électoraux
Pour les élections départementales, la commune fait partie depuis 2014 d'un nouveau canton de Mouy
Pour l'élection des députés, elle fait partie de la septième circonscription de l'Oise.

### Intercommunalité
Ansacq est membre depuis 2004 de la communauté de communes du Clermontois, un établissement public de coopération intercommunale (EPCI) à fiscalité propre créé en 1999 et auquel la commune avait transféré un certain nombre de ses compétences, dans les conditions déterminées par le code général des collectivités territoriales.
Insatisfaite de ce rattachement à une structure intercommunale considérée comme trop urbaine, et qui ne lui aurait pas apporté les équipements espérés, Ansacq a souhaité depuis au moins 2016 rejoindre communauté de communes Thelloise, ce qui s'est heurté dans un premier temps à l'opposition du Clermontois, craignait que ce départ ne facilite également celui de Bury, qui y avait été intégrée en 2013 contre son gré,.
Fin 2021, les deux conseils communautaires ont agréé la demande, qui devrait permettre le transfert d'Ansacq à la communauté de communes Thelloise le 1er janvier 2022
.

### Liste des maires
| Période                                  | Période                      | Identité            | Étiquette      | Qualité                                                                    |
| ---------------------------------------- | ---------------------------- | ------------------- | -------------- | -------------------------------------------------------------------------- |
| Les données manquantes sont à compléter. |                              |                     |                |                                                                            |
| avant 1981                               |                              | Michel Marienval    |                |                                                                            |
| Les données manquantes sont à compléter. |                              |                     |                |                                                                            |
| avant 1995                               | 2008                         | Bernard Piquette    | Sans étiquette | Directeur adjoint des risques industriels à l'Ineris à Verneuil-en-Halatte |
| mars 2008                                | En cours (au 4 octobre 2021) | Christine Marienval | DVD            | Réélue pour le mandat 2020-2026                                            |

## Population et société

### Démographie

#### Évolution démographique
L'évolution du nombre d'habitants est connue à travers les recensements de la population effectués dans la commune depuis 1793. Pour les communes de moins de 10 000 habitants, une enquête de recensement portant sur toute la population est réalisée tous les cinq ans, les populations de référence des années intermédiaires étant quant à elles estimées par interpolation ou extrapolation. Pour la commune, le premier recensement exhaustif entrant dans le cadre du nouveau dispositif a été réalisé en 2005.

En 2022, la commune comptait 271 habitants, en évolution de −1,09 % par rapport à 2016 (Oise : +0,87 %, France hors Mayotte : +2,11 %).
| 1793 | 1800 | 1806 | 1821 | 1831 | 1836 | 1841 | 1846 | 1851 |
| ---- | ---- | ---- | ---- | ---- | ---- | ---- | ---- | ---- |
| 294  | 300  | 317  | 312  | 332  | 328  | 283  | 283  | 294  |

| 1856 | 1861 | 1866 | 1872 | 1876 | 1881 | 1886 | 1891 | 1896 |
| ---- | ---- | ---- | ---- | ---- | ---- | ---- | ---- | ---- |
| 255  | 224  | 231  | 247  | 257  | 241  | 241  | 205  | 194  |

| 1901 | 1906 | 1911 | 1921 | 1926 | 1931 | 1936 | 1946 | 1954 |
| ---- | ---- | ---- | ---- | ---- | ---- | ---- | ---- | ---- |
| 204  | 208  | 181  | 173  | 165  | 167  | 140  | 148  | 133  |

| 1962 | 1968 | 1975 | 1982 | 1990 | 1999 | 2005 | 2006 | 2010 |
| ---- | ---- | ---- | ---- | ---- | ---- | ---- | ---- | ---- |
| 108  | 103  | 88   | 135  | 228  | 263  | 271  | 272  | 272  |

| 2015 | 2020 | 2022 | - | - | - | - | - | - |
| ---- | ---- | ---- | - | - | - | - | - | - |
| 274  | 273  | 271  | - | - | - | - | - | - |

#### Pyramide des âges
La population de la commune est relativement jeune.
En 2018, le taux de personnes d'un âge inférieur à 30 ans s'élève à 32,6 %, soit en dessous de la moyenne départementale (37,3 %). À l'inverse, le taux de personnes d'âge supérieur à 60 ans est de 24,5 % la même année, alors qu'il est de 22,8 % au niveau départemental.
En 2018, la commune comptait 139 hommes pour 136 femmes, soit un taux de 50,55 % d'hommes, légèrement supérieur au taux départemental (48,89 %).
Les pyramides des âges de la commune et du département s'établissent comme suit.
| Hommes | Classe d’âge | Femmes |
| ------ | ------------ | ------ |
| 0,0    | 90 ou +      | 0,7    |
| 5,1    | 75-89 ans    | 3,0    |
| 18,1   | 60-74 ans    | 22,2   |
| 33,3   | 45-59 ans    | 27,4   |
| 8,7    | 30-44 ans    | 16,3   |
| 15,9   | 15-29 ans    | 18,5   |
| 18,8   | 0-14 ans     | 11,9   |

| Hommes | Classe d’âge | Femmes |
| ------ | ------------ | ------ |
| 0,5    | 90 ou +      | 1,4    |
| 5,5    | 75-89 ans    | 7,6    |
| 15,6   | 60-74 ans    | 16,3   |
| 20,8   | 45-59 ans    | 20     |
| 19,4   | 30-44 ans    | 19,4   |
| 17,6   | 15-29 ans    | 16,2   |
| 20,6   | 0-14 ans     | 19,1   |

## Culture locale et patrimoine

### Lieux et monuments
La commune compte un monument historique sur son territoire :
- Église Saint-Lucien : Elle suit un plan cruciforme réduit à sa plus simple expression, et réunit une nef romane à un transept et un chœur de style gothique primitif, le croisillon sud ayant toutefois été rebâti entièrement à la période flamboyante. Il n'y a pas de bas-côtés ni de véritable clocher, et le petit clocher en charpente au-dessus de la croisée du transept est dépourvu de cloche. Hormis les baies flamboyantes des murs latéraux du croisillon sud et du chevet, et les vestiges de multiples transformations des ouvertures, le seul élément remarquable de l'église est son portail monumental roman. Il se caractérise par une triple archivolte surmontée de deux frises et richement décoré de divers motifs, tant dans les voussures, sur les chapiteaux que sur les piédroits. La nef est recouverte par de fausses voûtes en plâtre, tandis que transept et chœur sont voûtés sur croisées d'ogives. Ils se signalent par leur construction soignée[39].

L'église Saint-Lucien
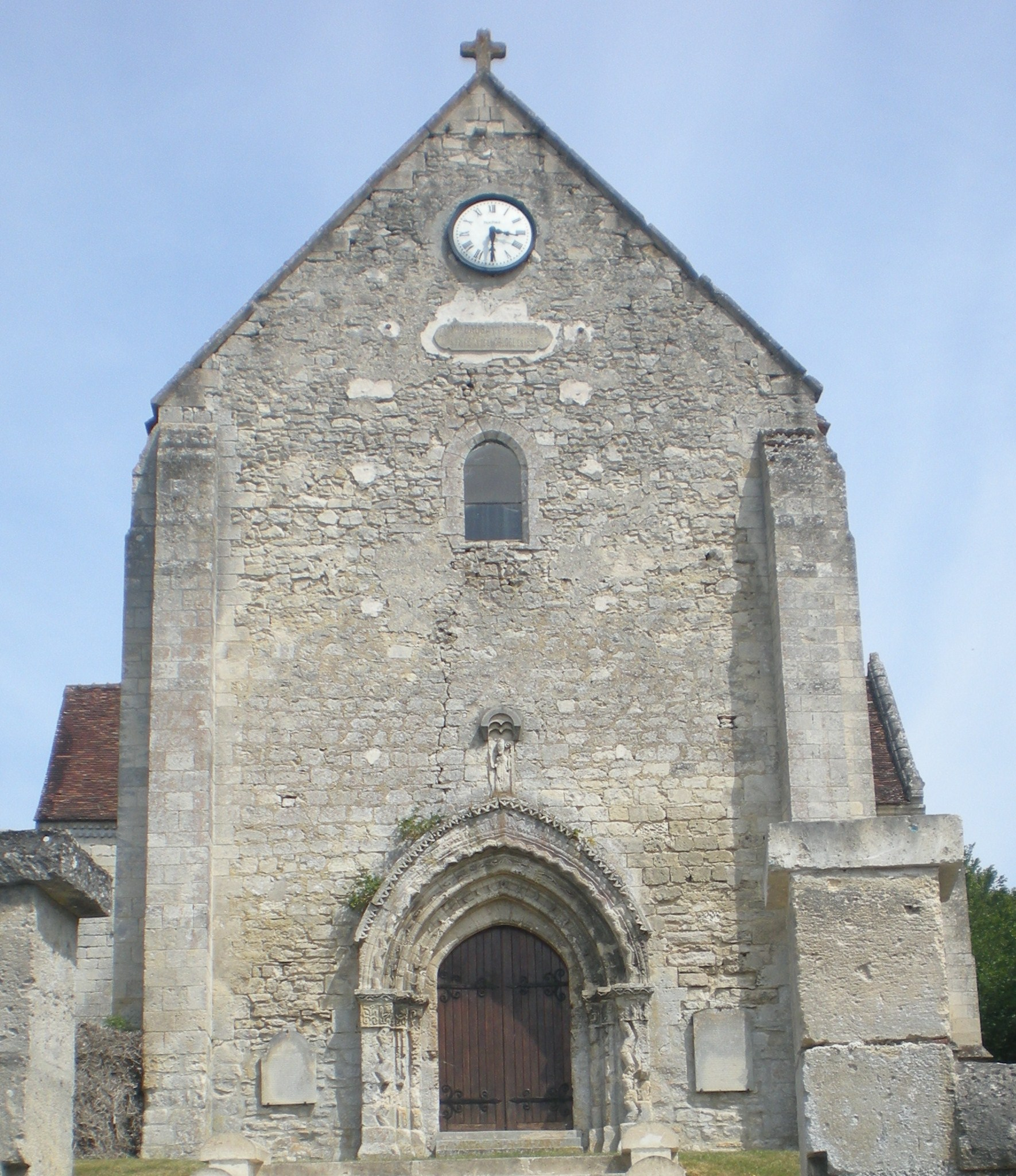
La façade de l'église.
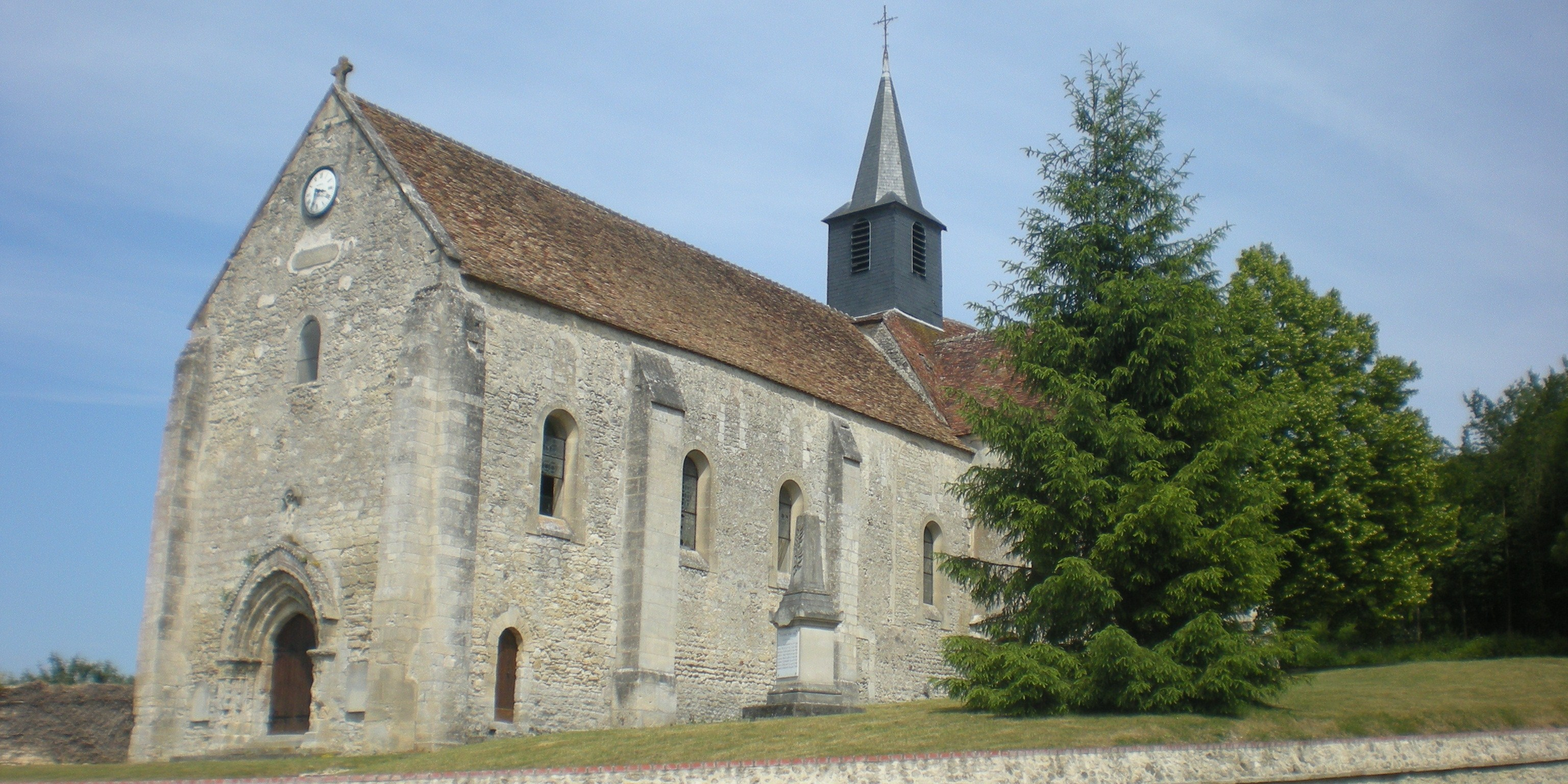
Panorama sur l'église.
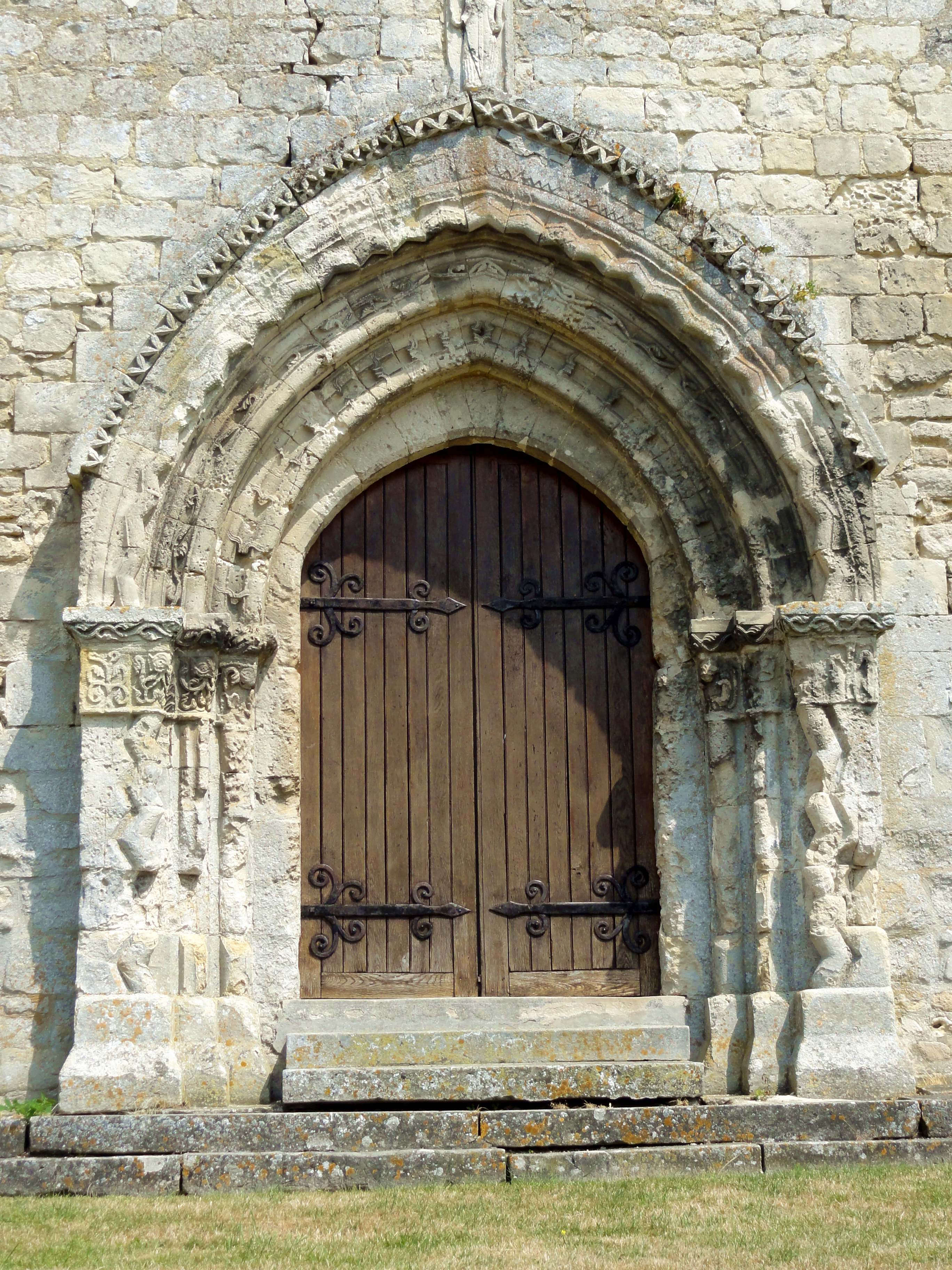
Portail occidental
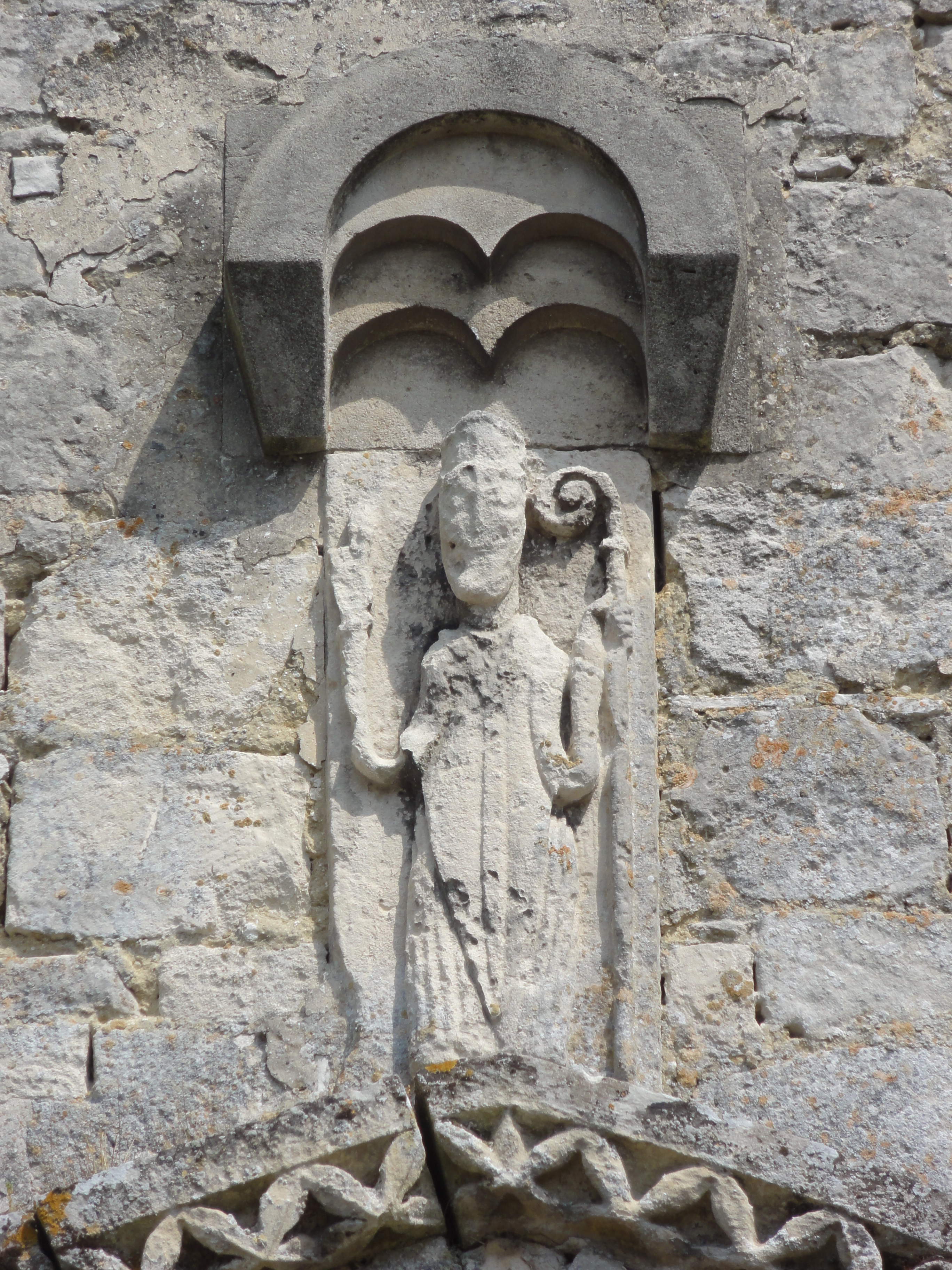
Statue de Saint-Lucien
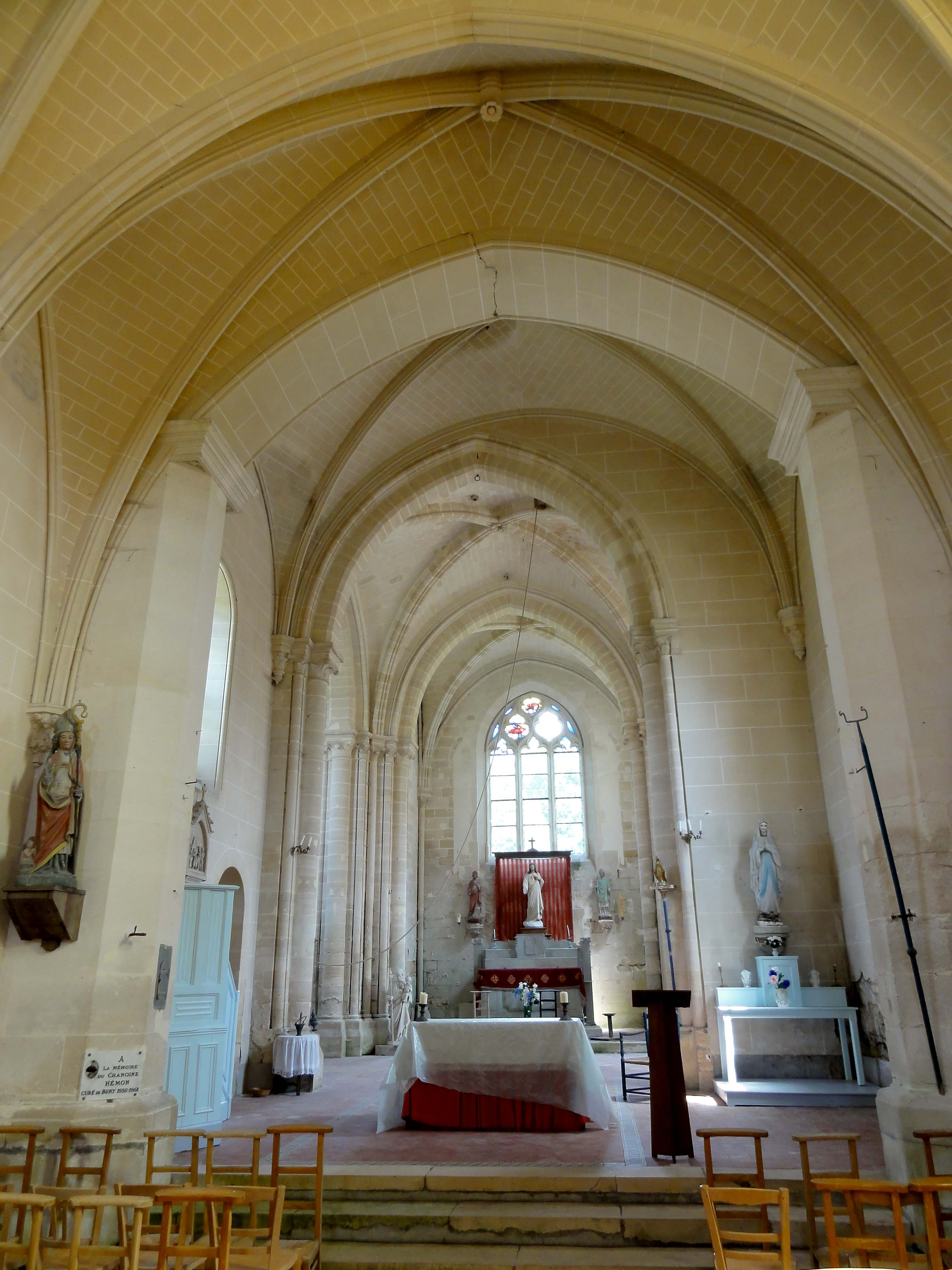

On peut également signaler :
- L'ancien château : À la sortie du village, vers Mérard, subsistent les vestiges du château fort d'Ansacq, datant du IXe siècle. Commandé par un lieutenant dépendant du capitaine de Mouy, il est démoli lors de l'invasion des Normands. Les douves étaient alimentées par le ru d'Ansacq. L'entrée comprenait un bâtiment auquel on accédait par un pont-levis. Dans la muraille on observe encore les entailles où viennent s'encastrer les montants du pont-levis lorsqu'on le relevait. À chaque extrémité, les restes de deux tours peu élevées subsistent[40].
- Le nouveau château : Château Renaissance garni de tourelles et entouré de fossés alimentés par le ru d'Ansacq qui forme un beau plan d'eau. Les fortifications, en partie détruites par les guerres de religion, ne sont plus représentées que par les bâtiments de la ferme. Le domaine a appartenu au secrétaire du connétable de Bourbon. Le cardinal de Mazarin, en disgrâce, s'y réfugie en 1651. La Révolution le confisque sur les biens du comte de Provence, futur Louis XVIII. Le domaine devint la propriété du duc de Mouchy, de la Société Noury-Land de Venette, de monsieur Bernard Bécret, agriculteur, et enfin de madame Isabelle Gruet, l'actuelle propriétaire. Le château possède également un jardin d'agrément inscrit au préinventaire des jardins remarquables[41],[40].
- Calvaire, sur la route du Val, offert par Adolphe Cyrille Fulion.
- Monument aux morts.

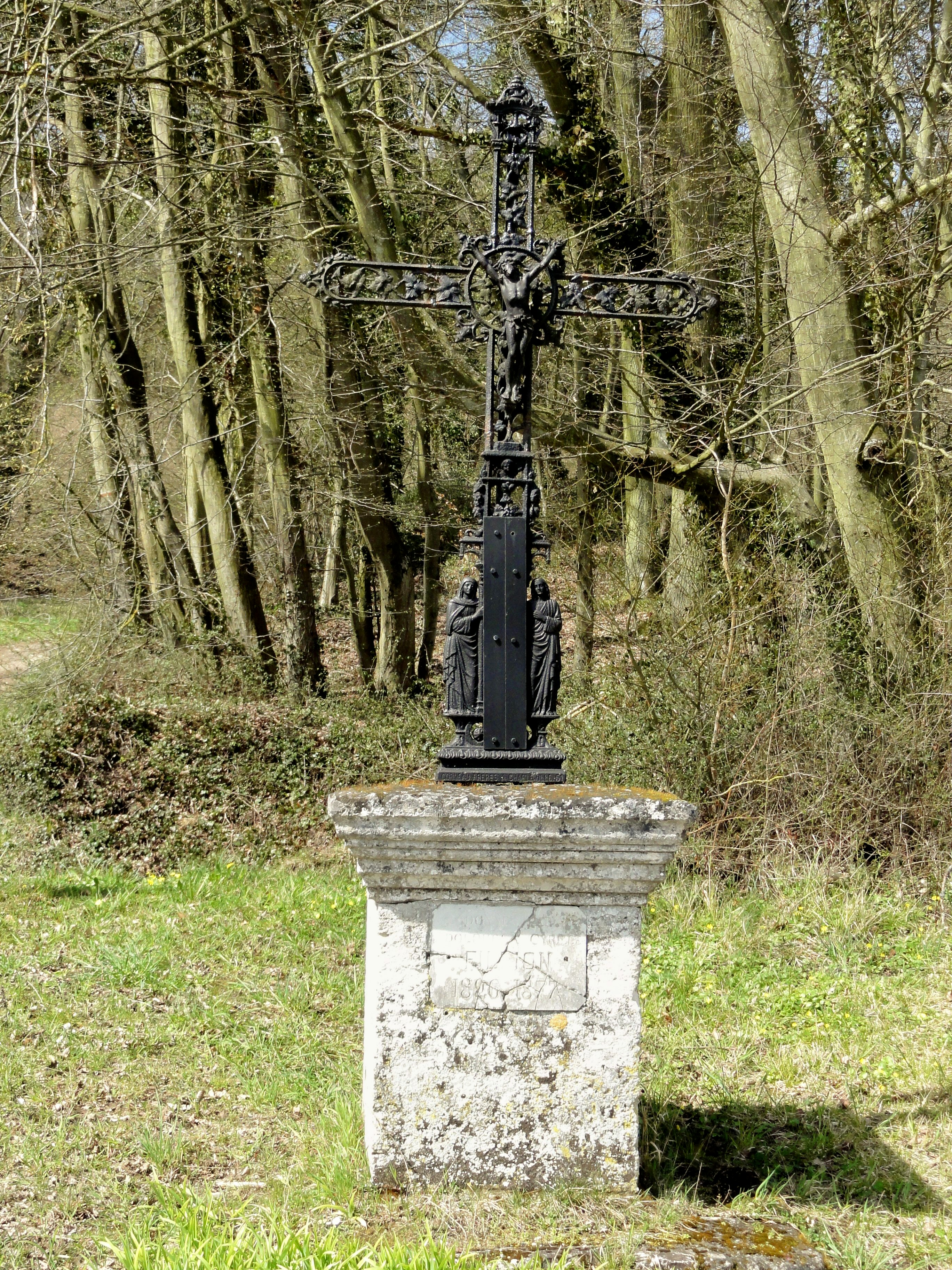
Le calvaire, rue du Val.
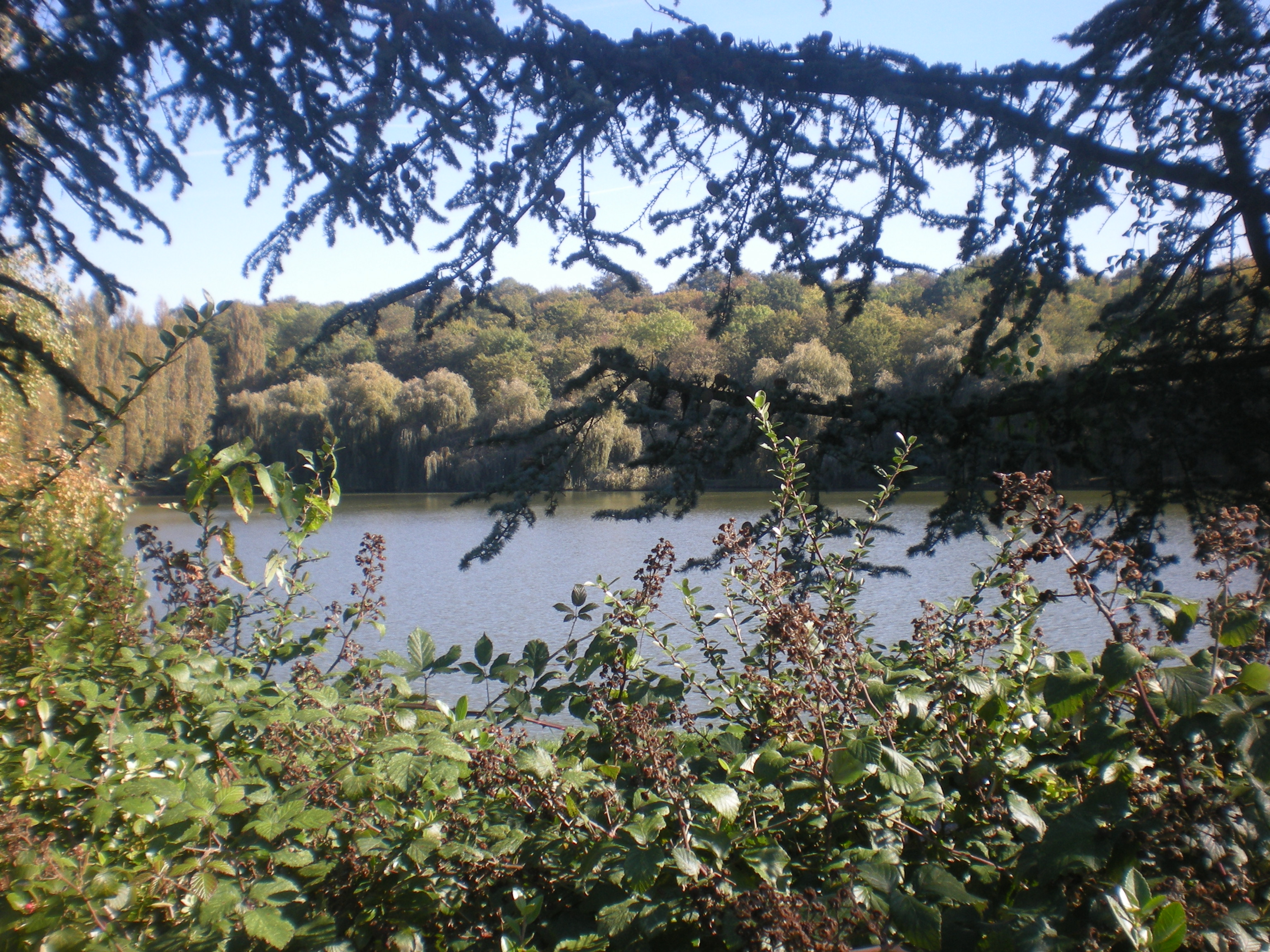
L'étang du château d'Ansacq.
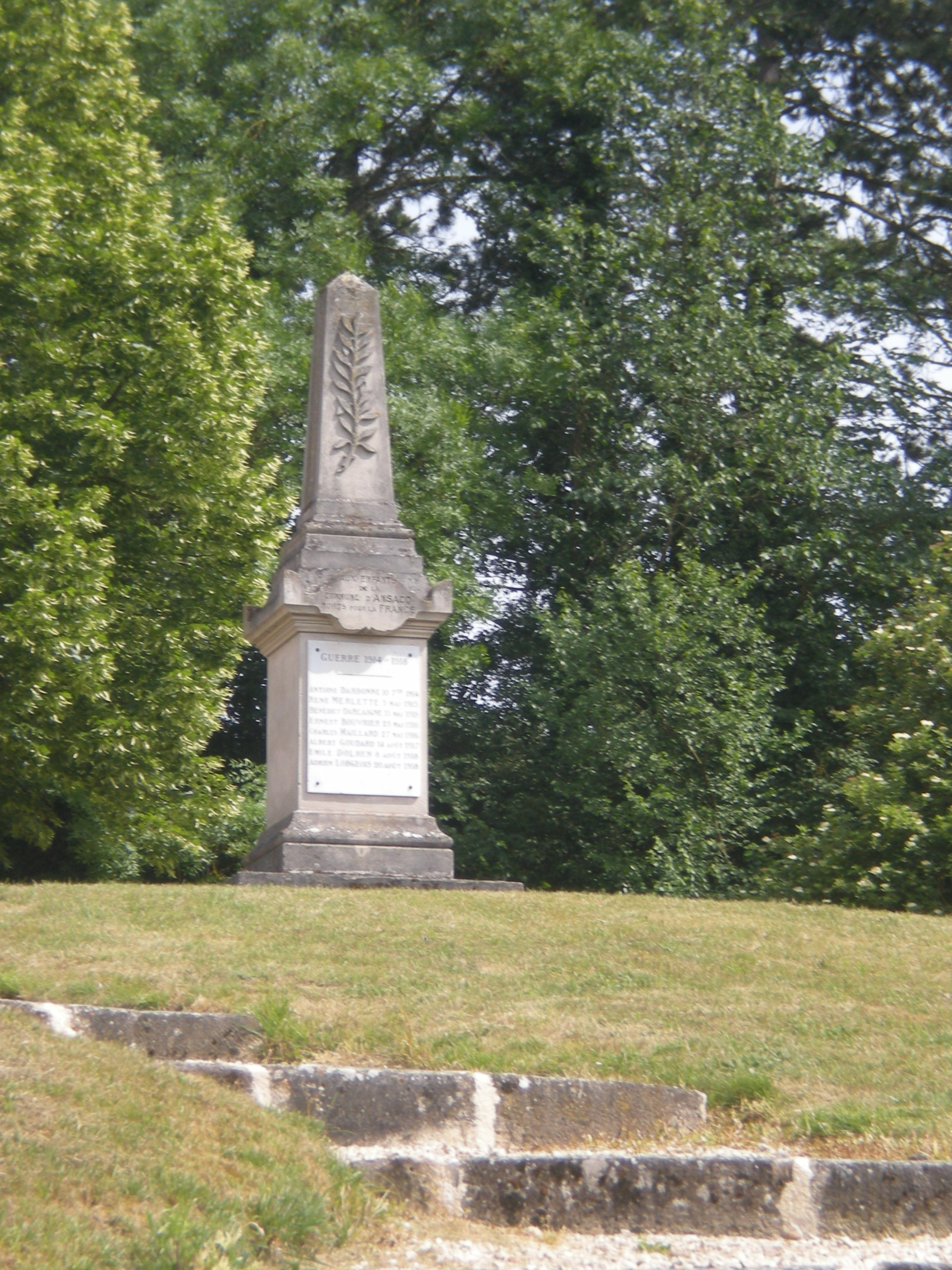
Le monument aux morts.

### Personnalités liées à la commune
- Renaud II de Trie, seigneur du fief du Plessis-Billebaue[42],[43]
- Pierre de Popillon, chevalier, né à Ansacq en 1524 et mort en 1584 à la Bastille où il était emprisonné après la trahison de Charles de Bourbon. Ce secrétaire de François Ier obtient de lui le droit d'établir deux foires à Ansacq, l'une le 24 septembre et l'autre le jour de la conversion de Saint Paul.
- Le cardinal de Mazarin a probablement passé plusieurs jours au château d'Ansacq lors de La Fronde au XVIIe siècle[40].
- Une des rues du village, la rue Bertrand, tire son nom d'un lieutenant ayant habité dans cette rue pendant la Première Guerre mondiale.

### Héraldique
| Blason de Ansacq | Blason  | D'azur chargé de fleurs de lys d'or.             |
| Blason de Ansacq | Détails | Le statut officiel du blason reste à déterminer. |